# Veyre (affluent de l'Allier)
Pour les articles homonymes, voir Veyre.
Affluent de rive gauche de l'Allier, la Veyre est une rivière de France, cheminant dans l’Ouest du département du Puy-de-Dôme, en région Auvergne-Rhône-Alpes.

## Géographie
Selon le Sandre, la longueur de son cours d'eau est de 32,67 kilomètres.
La Veyre n’a pas de source propre car elle naît sur le plateau des monts Dore, par la confluence de deux cours d'eau : la Narse et le Labadeau qui prend sa source au puy de la Védrine. La Veyre a la particularité d'avoir eu son cours barré, il y a à peu près 10 000 ans, par une coulée de lave des puys de la Vache et de Lassolas, ce qui a formé un lac de barrage volcanique, le lac d'Aydat. Peu après avoir traversé le lac d’Aydat, la Veyre disparaît en grande partie dans la coulée volcanique de la cheire d’Aydat. Son cours est alors souterrain, et elle réapparaît en aval de Saint-Saturnin. Entre Tallende et Veyre, sur la commune de Veyre-Monton, elle reçoit les eaux de la Monne, traverse ensuite la commune Veyre-Monton, puis celle des Martres-de-Veyre pour se jeter dans l'Allier en rive gauche, à proximité du pont de Mirefleurs.
Les habitants des Martres-de-Veyre  et de Veyre ont, aussi loin que l’on peut remonter dans le temps, toujours appelé la rivière la Monne et non pas la Veyre comme on peut le vérifier auprès des anciens, sur les cartes postales anciennes ou en consultant le vieux cadastre. Cependant, sur la carte de Cassini, la rivière est bien appelée la Veyre ; il y a donc une divergence entre les géographes pour lesquels la rivière est la Veyre et les habitants, du moins les anciens, pour lesquels c’est la Monne. Ce choix des habitants serait pour eux justifié dans la mesure où la Monne a un débit aussi important que la Veyre, possède une vraie source située dans les monts Dore à proximité du col de la Croix-Morand, qu’elle est plutôt plus longue que la Veyre, et que son cours n’est jamais souterrain mais toujours bien déterminé avec la traversée de gorges sur les communes d’Olloix et de Cournols[réf. nécessaire].